# Vinik Mali
Vinik Mali je majhen nenaseljen otoček v Jadranskem morju. Pripada Hrvaški.
Vinik Mali leži v šibeniškem arhipelagu jugovzhodno od Vinika Velikiga, okoli 0,6 km severozahodno od »Marine Hramina«, ki se nahaja v naselju Murter. Njegova površina meri 0,06 km², dolžina obalnega pasu je 0,9 km.